# Isla de Alborán
Isla de Alborán este o arie protejată (sit de importanță comunitară — SCI, arie de protecție specială avifaunistică — SPA) din Spania întinsă pe o suprafață de 12,29 ha, integral pe uscat.

## Localizare
Centrul sitului Isla de Alborán este situat la coordonatele 35°55′57″N 3°02′09″W / 35.9325°N 3.0358°V.

## Înființare
Situl Isla de Alborán a fost declarat arie de protecție specială avifaunistică în mai 2003 pentru a proteja 13 specii de animale. Situl a fost protejat și ca sit de importanță comunitară în decembrie 2003.

## Biodiversitate
Situată în ecoregiunile marină mediteraneană și mediteraneană, aria protejată conține 2 habitate naturale: Recifuri, Structuri submarine provocate de scurgeri de gaze.
La baza desemnării sitului se află mai multe specii protejate:
- păsări (11): Calonectris diomedea, chirighiță neagră (Chlidonias niger), Falco eleonorae, șoim călător (Falco peregrinus), Hydrobates pelagicus, Larus audouinii, pescăruș-cu-cap-negru (Larus melanocephalus), Larus michahellis, pescăruș râzător (Larus ridibundus), Phalacrocorax aristotelis aristotelis, Puffinus mauretanicus
- mamifere (1): delfin mare (Tursiops truncatus)
- reptile (1): Caretta caretta

Pe lângă speciile protejate, pe teritoriul sitului au mai fost identificate 26 de specii de plante, 3 specii de păsări, 9 specii de mamifere, 88 de specii de nevertebrate, 9 specii de pești.